# Bredynki

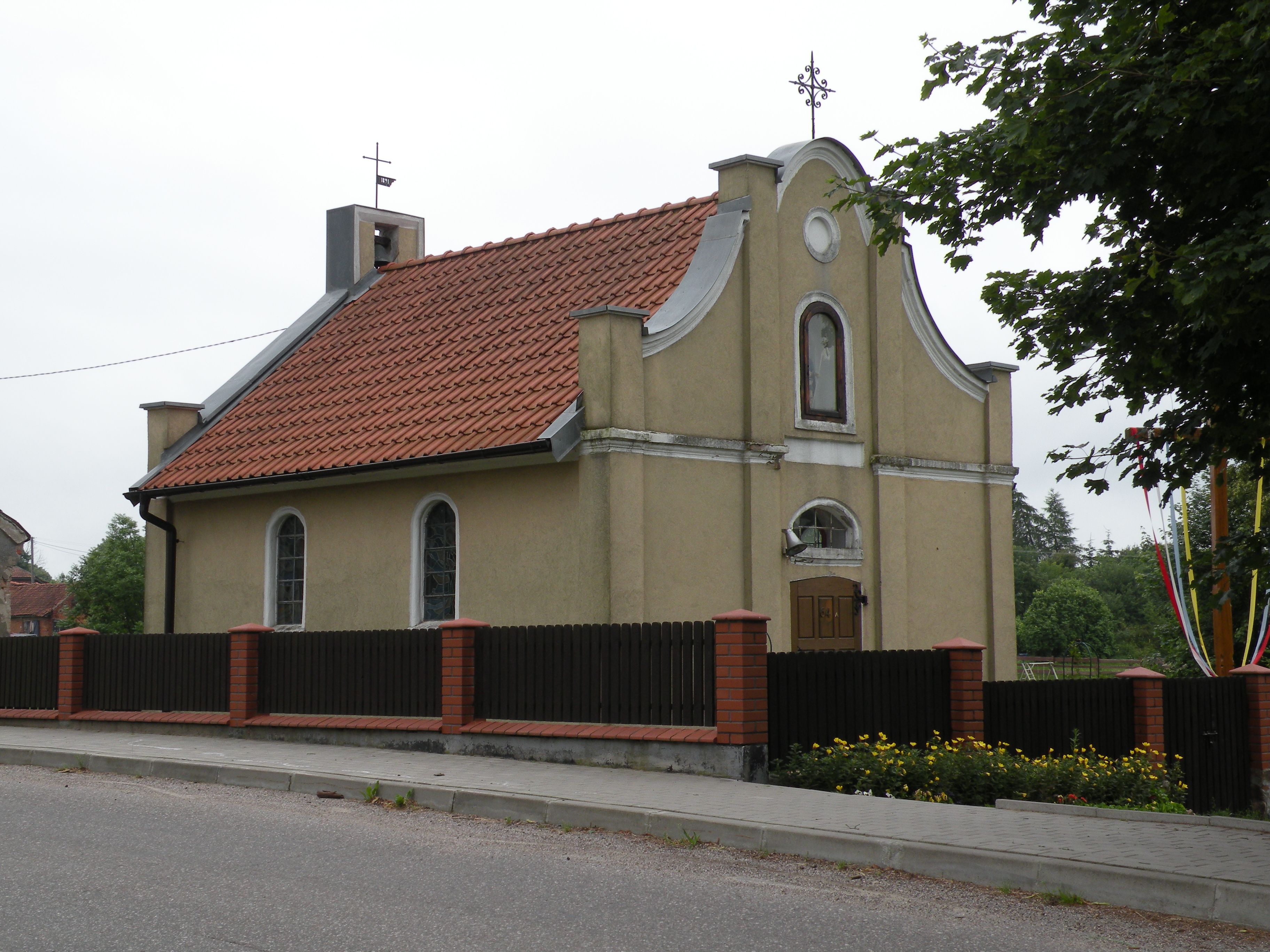
Kaplica w Bredynkach, pw. św. Rocha z 1884 r.

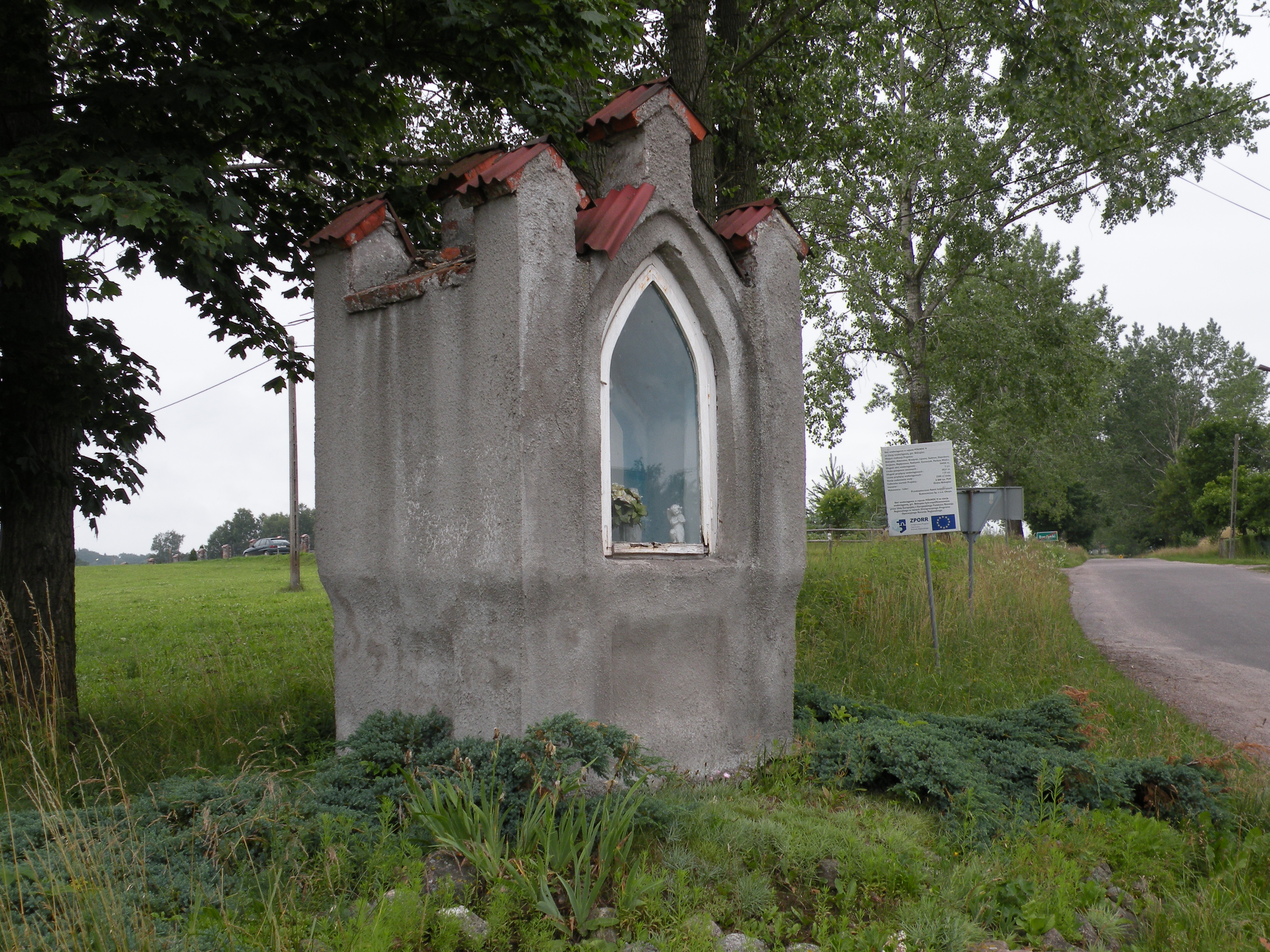
Bredynki, przydrożna kapliczka, droga na Biskupiec

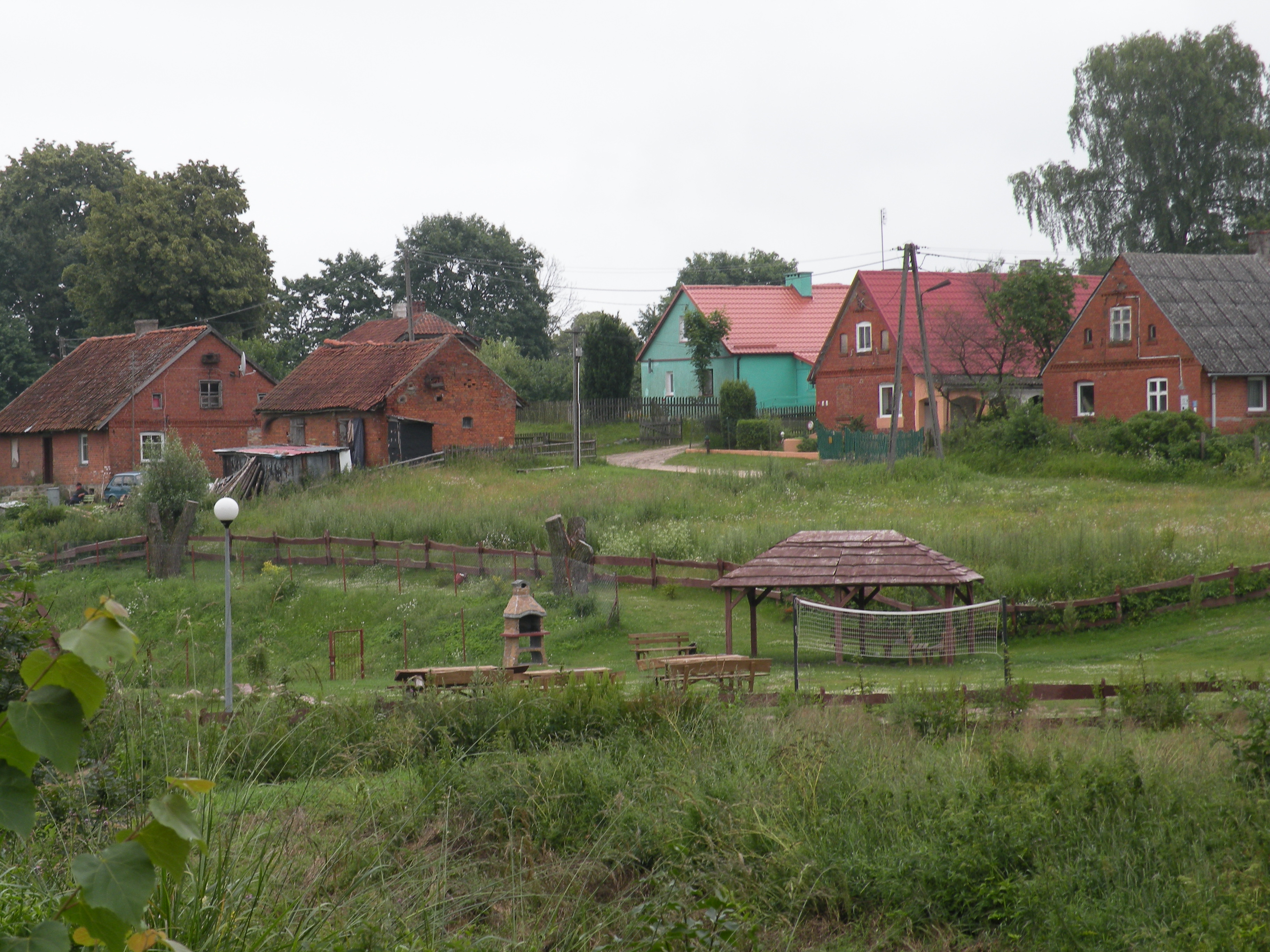
Bredynki, środek wsi z widokiem na łąkę i dawne jeziorko, będące powodem „wojny o wodę”

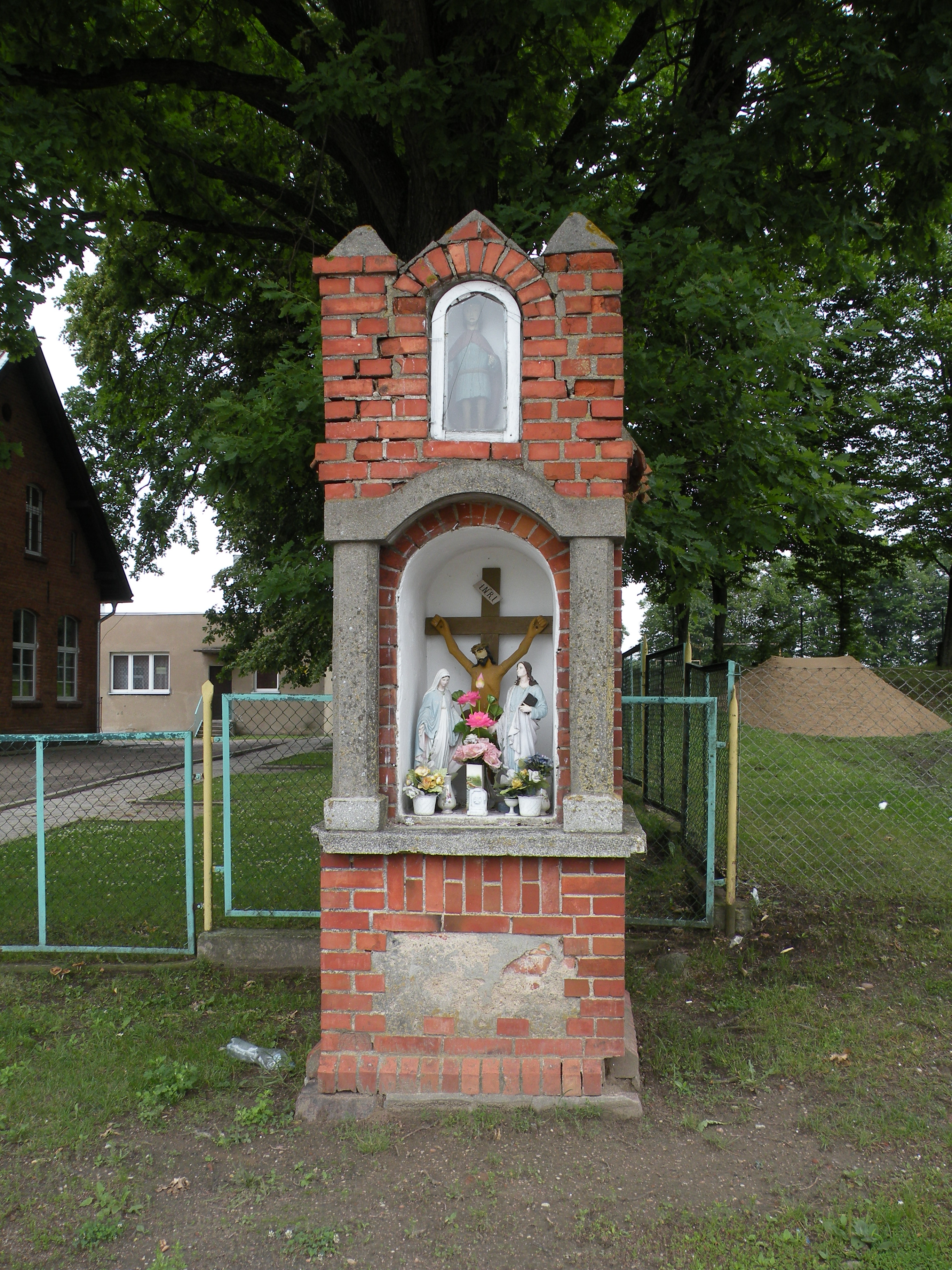
Kapliczka, znajdująca się przy szkole

Bredynki (dawniej Bredynek, niem. Bredinken) – wieś w Polsce położona w województwie warmińsko-mazurskim, w powiecie olsztyńskim, w gminie Biskupiec. Wieś znajduje się w historycznym regionie Warmia.
Przez Bredynki biegnie trasa linii autobusowej z Biskupca, przez Łężany do Reszla. Jest to odcinek drogi wojewódzkiej nr 590. We wsi działa ochotnicza staż pożarna oraz znajdują się gospodarstwa agroturystyczne. Działa też klub sportowy „Żubr Bredynki”, skupiający mieszkańców Bredynek i Stanclewa. W miejscowości znajduje się Leśnictwo Bredynki (Nadleśnictwo Mrągowo).

## Historia
Nazwy wsi: Bredig – 1587, od 1755 Bredinken, obecna nazwa została administracyjnie zatwierdzona 12 listopada 1946. W pobliżu wsi było jezioro (osuszone) o nazwie Bredyn. Nazwa wsi wiąże się ze słowem łoś – prus. braydis.
Wieś lokował w 1599 r. biskup warmiński Stanisław Hozjusz. Zasadźcą wsi o powierzchni 55 włók, na prawie chełmińskim był Serafin Zaręba, który kupił pięć włók sołeckich za 450 grzywien. W 1605 biskup Szymon Rudnicki zezwolił na zbudowanie we wsi młyna. Przywilej lokacyjny wsi odnowił w 1684 biskup Radziejowski. W 1755 była to wieś szlachecka, a jej właścicielem był Joachim Sawuski. W 1783 r. Bredynki zapisano jako majątek szlachecki z młynem wodnym. W tym czasie we wsi było 47 domów. W 1820 r. we wsi mieszkało 371 osób,
W 1841 r. we wsi powstała Ochotnicza Straż Pożarna. W 1848 r. miejscowy gospodarz o nazwisku Jan Skupski postawił kaplicę pw. św. Rocha. Msze odprawia tu proboszcz z parafii w Stanclewie. W tym czasie we wsi mieszkało 546 osób.
W czasie plebicytu w 1920 z a Prusami oddano tu 506 głosów, a za Polską 132. W okresie międzywojennym we wsi działało koło Związku Polaków w Niemczech, koło Związku Towarzystw Młodzieży oraz polska biblioteka. W czasie wyborów do sejmu pruskiego w 1924 r. na listę Polskiej Partii Ludowej oddano 143 głosy, uzyskując względna większość.
W latach 50. we wsi działał warmiński zespół ludowy „Bredyniacy jadą”, odnosząc sukcesu na arenie ogólnopolskiej, śpiewając i tańcząc szota, szewca, żabulinkę i pofajdoka. W 2007 r. mieszkańcy wsi, skupieni wokół sołtysa uporządkowali zapuszczoną i zarośniętą chwastami część wsi. W tej akcji radami wspierał ich Janusz Radziszewskiego, radny powiatowy i wieloletni sołtys Biesowa. W 2009 r. zgłoszono wieś konkursu wojewódzkiego „Czysta i piękna zagroda – estetyczna wieś”. Do konkursu zgłosiło się ponad 60 wsi, a Bredynki uzyskały druga nagrodę i czek opiewający na 20 tys. zł., odebrana z rąk marszałka Jacka Protasa. W 2012 w plebiscycie Gazety Olsztyńskiej, Bredynki zostały laureatem konkursu „Najfajniejsza wieś powiatu olsztyńskiego (wyprzedzając wsie: Cerkiewnik z gminy Dobre Miasto, Biesowo z gminy Biskupiec, Wójtowo z gminy Barczew), Ługwałd z gminy Dywity, Węgój z gminy Biskupiec, Giławy z gminy Purda, Swobodna z gminy Dobre Miasto, Podleśna z gminy Dobre Miasto), Różnowo z gminy Dywity, Stawiguda z gminy Stawiguda).
W latach 1954–1960 wieś należała i była siedzibą władz gromady Bredynki, po jej zniesieniu w gromadzie Biskupiec. W latach 1975–1998 miejscowość należała administracyjnie do województwa olsztyńskiego.

## Oświata
W 1827 była tu szkoła z polskim językiem nauczania, do której uczęszczało 41 dzieci. Szkoła w 1853 miała 119 uczniów z Bredynek i Zawady. Uczono w niej po polsku i po niemiecku. Naukę religii prowadzono po polsku. Nauczycielem religii był Franciszek Schirrmmacher. W latach 1879–1881 nauczycielem był tu Jan Liszewski, założyciel Gazety Olsztyńskiej. Po 1928 r. podjęto próbę utworzenia szkoły polskiej. Próba się nie powiodła, a dzieci chodziły do polskiej szkoły w Stanclewie. W 1937 r. ponownie podjęto próby utworzenia szkoły polskiej w Bredynkach, również bezskutecznie. W celu nauki języka polskiego mieszkańcy wysyłali swoje dzieci na wakacje do Polski. Chęć wyjazdu – jak relacjonował w 1937 r. landrat reszelski placówce gestapo w Olsztynie – wyraziły dzieci: Helena Nerkowska (córka Jana Nerkowskiego), Paweł i Franciszek Wiewióra (synowie Pawła Wiewióry), Maria Birhhan (córka Bernarda Birkhana), Antoni Trampenau (syn Jana Trampenau). Wszystkie te dzieci uczęszczały do szkoły niemieckiej w Bredynku. Ówczesne władze hitlerowskie takim wyjazdom ostro się sprzeciwiały i przeszkadzały w ich realizacji. Ówczesne władze niemieckie przeprowadzały częste rewizje w bibliotece polskiej, szukając książek o tematyce antypaństwowej, aby oskarżyć polskie organizacji i instytucje o działalność antyrządową i antyniemiecką.
W 1935 szkoła miała 4 nauczycieli i 198 uczniów.
W Bredynkach funkcjonowała polska biblioteka. W latach 1934–1939 bibliotekarką była Paulina Pliszkówna.
Po II wojnie światowej szkołę podstawową w Berdynkach uruchomiono 28 lipca 1945 roku.
Od 2006 roku działa w Bredynkach Społeczna Szkoła Podstawowa, którego organem prowadzącym jest Stowarzyszenie Rozwoju Wsi Bredynki i Stanclewo z siedzibą w Bredynkach. Przy szkole funkcjonuje przedszkole.

## Inne
Mieszkańcy: w 1820 – 371 osób, w 1848 – 546, w 1939 – 994, w 1998 – 459.

## Zabytki
- Kilka kapliczek i krzyży przydrożnych
- kaplica pw. św. Rocha z 1884 r.
- Chałupy warmińskie z XIX i XX w. Na przykład chałupa drewniana nr 66 z XX wieku, tak zwana warmińska. Część z nich to chałupy drewniane, konstrukcji zrębowej na tak zwany jaskółczy ogon[9].
- budynek szkoły
- remiza strażacka

## Ludzie związani z miejscowością
- Augustyn Zaraza, urodził się w 1879 w Bredynkach.
- Jan Liszewski, w latach 1879–1881 był nauczycielem w Bredynkach.

## „Wojna o wodę” czyli „wojny w Bredynku”
W maju i czerwcu 1863 r. doszło do tzw. wojny o wodę, w wyniku sporu o osuszone jeziorko we wsi. Młynarz i jednocześnie karczmarz (o nazwisku Gross), który osiedlił się w starych zabudowaniach nad Jeziorem Bredyńskim (o powierzchni 20 morgów, w środku wsi, obecnie nie istnieje – znajduje się tam łąka), postanowił spuścić wodę z zabagnionego i zarastającego jeziorka, znajdującego się w centrum wsi, celem zamiany na łąki. Mieszkańcy wsi owo jeziorko uważali za swoje i ważne dla użytkowania gospodarczego: korzystali z wody pojąc zwierzęta, łowili ryby, korzystały ze zbiornika ich kaczki i gęsi. Zimą korzystano z lodu, a dzieci wykorzystywały zamarznięte bajoro do zabawy. Na jednym końcu jeziorka był młyn wodny. Wnioskować można, że jeziorko było zbiornikiem przepływowym. Przy młynie stała karczma. Nowy młynarz zdecydował zrezygnować z młyna, bowiem niewielki przepływ wody nie gwarantował zyskownej pracy młyna. W karczmie namówił chłopów ze wsi do podpisania dokumentu, z którego wynikało, że woda należy do wsi, ale grunt rolny pod nią należy do karczmarza. Mieszkańcy wsi zrozumieli swój błąd i zaczęli sprzeciwiać się osuszeniu bajora. Wybudowali nawet tamę, zatrzymującą wodę. Aby złamać czynny opór mieszkańców Bredynki, karczmarz sprowadził oddział żołnierzy. Do sprzeciwiających się mieszkańców wsi, uzbrojonych w grabie, widły, kije i cepy oddano salwę, w wyniku której na miejscu zginęło 5 osób, a 5 kolejnych ciężko raniono i zmarły w ciągu najbliższych dni. Żołnierze strzelali do uciekających ludzi i użyli bagnetów. Zginęły nawet zupełnie postronne osoby, np. Anna Pliszkówka, która wyjrzała z domu. Od strzałów i pchnięć bagnetem zginęło łącznie 17 osób, a ponad 30 innych było rannych.
Zajścia i tzw. „wojnę o wodę” w swojej książce pt. „Kiermasy na Warmii” obszernie opisał ks. Walenty Barczewski. W 1923 r. relacjonował ją także dawny mieszkaniec wsi – niejaki Kantel.
20 lat po tych wydarzeniach we wsi zbudowano kaplicę ku czci pomordowanych przez pruskich żołnierzy. W 1884 r. Jan Skupski zbudował kaplicę (wcześniej mieszkańcy – jeszcze w roku masakry – postawili tam krzyż), w której jeszcze przez długi czas odbywało się po Wielkanocy coroczne nabożeństwo ku pamięci zabitych. W opisywanych zajściach zginęła także jego żona, 28-letnia Elżbieta Skupski.